# 통진고등학교
통진고등학교(通津高等學校)는 대한민국 경기도 김포시 통진읍 마송리에 위치한 사립 고등학교이고, 1949년 9월 5일에 경기김포통진고등공민학교로 첫 개교되었다. 

## 학교 연혁
- 1949년 9월 5일 : 통진고등공민학교 개교(6학급 인가)
- 1949년 9월 5일 : 제1대 심재성 교장 취임
- 1955년 4월 9일 : 통진고등학교 개교(1학급 인가)
- 1972년 1월 28일 : 통진종합고등학교로 교명 개칭
- 1972년 12월 20일 : 본관(고) 건물 준공
- 1987년 8월 30일 : 본관 4층 6개 교실 증축
- 1988년 9월 9일 : 향토문화관 150평 준공(2층 건물)
- 1998년 12월 1일 : 멀티미디어실 완공 및 학내망 구축
- 2002년 3월 2일 : 학칙변경(보통과 6학급, 상업과 2학급, 정보처리과 2학급, 총 31학급)
- 2006년 9월 1일 : 운동장 인조잔디구장 조성
- 2010년 1월 31일 : 급식소 신축
- 2011년 12월 1일 : 축구부 합숙소 신축
- 2012년 9월 1일 : 문화관 및 기숙사 신축
- 2013년 4월 22일 : 제19대 전홍건 이사장 취임
- 2018년 3월 1일 : 혁신학교 지정
- 2022년 9월 16일 : 체육관 개관
- 2023년 3월 1일 : 제20대 차찬규 교장 취임
- 2023년 3월 2일 : 2023년 인공지능(AI)선도학교 지정
- 2024년 1월 10일 : 제67회 졸업생 226명(졸업생 누계 17,399명)

## 설치 학과
- 7차일반
- 금융세무과
- IT융합과

## 참고 자료
- 통진고등학교 - 한국교육학술정보원 학교알리미